# Giovanni (vescovo di Pisa)
Giovanni (metà del V secolo – prima metà del VI secolo) è stato un vescovo italiano.

## Biografia
Indicato come Giovanni I, in quanto primo di una serie di quattro vescovi con lo stesso nome, è il terzo vescovo di Pisa secondo le cronotassi tradizionali e il secondo del quale si ha testimonianza storica, dopo Gaudenzio..
Il vescovo Giovanni è attestato attorno al 493/494 ed è menzionato in un'epistola di papa Gelasio I, il quale gli scrisse per invitarlo a restituire un calice che era stato sottratto dal suo predecessore a una chiesa della diocesi.
Dopo Giovanni non si avranno più notizie di un presule pisano fino alla metà del VII secolo con Alessandro, se si esclude un anonimo vescovo ricordato nel 556.